# توم هيغينز
توم هيغينز (بالإنجليزية: Tom Higgins)‏ هو لاعب كرة قدم أمريكية ولاعب كرة القدم الكندية أمريكي، ولد في 13 يوليو 1954 في بلدة وودبريدج ‏ في الولايات المتحدة.

## وصلات خارجية
- توم هيغينز على موقع مرجع كرة القدم المحترفة.كوم (الإنجليزية)